# Matilda Elfgaard
Matilda Linnéa Elfgaard, född 11 juni 1992, är en svensk friidrottare med specialisering på spjutkastning. Hon tävlar för IFK Växjö sedan hösten 2020, men har tidigare tävlat för Athletics 24Seven SK och Habo Friidrott 04. Hennes personbästa i spjut är 54,28, vilket hon noterade vid Finnkampen  i Helsingfors den 30 augusti 2024.
Två silver och fem brons är SM-facit. Brons även vid Nordiska mästerskap och 8 finnkampsuttagningar på seniornivå.
2008 debuterade hon i ungdomslandslaget vid ungdomsfinnkampen i Helsingfors och året efter segrade hon i ungdomsfinnkampen i Göteborg med 47,66 m.